# دينيس باختوف
دينيس باختوف (بالروسية: Бахтов, Денис Владимирович) هو ملاكم محترف روسي.

## المسيرة الاحترافية
من نزالاته:
- خسر أمام مانويل شار (2013/10/19).
- انتصر على داني ويليامز (2012/12/08).
- خسر أمام خوان كارلوس غوميز (2007/06/16).
- خسر أمام ساول مونتانا بالضربة الفنية القاضية (2005/04/27).
- خسر أمام سينان ساميل سام بالضربة الفنية القاضية (2004/11/20).
- خسر أمام نوري سفري (2005/02/11).

## إحصائيات
خاض خلال مسيرته 55 نزالا، فاز في 39 ولم يتعادل وخسر في 16. فاز بالضربة القاضية في 26 نزالا.

## روابط خارجية
- دينيس باختوف على موقع بوكس ريك (الإنجليزية) (registration required)